# Политическое сознание
Политическое сознание — это система знаний, оценок, настроений и чувств, посредством которых происходит осознание политической сферы субъектами — индивидами, группами, нациями и тому подобное.
Политическое сознание представляет собой систему идей, теорий, взглядов, представлений, чувств, верований, эмоций людей, настроений, в которых отражается природа, материальная жизнь общества и вся система общественных отношений; это система знаний и оценок, благодаря которым происходит осознание сферы политики субъектами, выступающими в виде индивидов, групп, классов, сообществ. Она является необходимым элементом функционирования и развития политической системы в целом.
Сущность политического сознания заключается в том, что это результат и одновременно процесс отражения и освоения политической реальности с учетом интересов людей.
Идея и понятие политического сознания, как таковая, присуща, в зависимости от индивидуума — рядового члена общества, начиная с классового расслоения в нем, и нации с обществом в целом, особенно разработаны в марксизме, были общепринятыми в СССР и остаются популярными в постсоветских философских школах. В советское время первоначально понятия «политическое сознание» не выделялось, а изучалось массовое сознание как подсистема более широкого понятия — общественное сознание. Отечественные обществоведы достаточно полно раскрыли сущность этого понятия, наибольший вклад в теоретическую разработку внесли А. К. Уледов, А. Г. Спиркин Б. А. Грушин и др.
В постсоветский период исследование политического сознания как научной категории, а также изучение особенностей политического сознания различных групп населения стало одним из важных направлений развития гуманитарных и социально-политических исследований,  Появилось большое количество диссертационных исследований, посвященных различным аспектам изучения политического сознания — это работы Е. В. Широкова, О. И. Гордеевой, Е. В. Аргуновой, О. В. Михайловой, А. С. Бушуева, Н. П. Поливаевой и других авторов. В этих и других работах представлен богатый эмпирический материал, характеризующий политическое сознание и различные формы его проявления.

## Источник
- Назаров М. М. Типы политического сознания // Социс. — 1992. — № 6. — С. 64-71.
- Андреев С. С. Политическое сознание и политическое поведение // Социально-политический журнал. — 1996. — № 6. — С. 150—157.